# Хартфордшир
Ха́ртфордшир (англ. Hertfordshire [ˈhɑːtfədʃɪə] или [ˈhɑːtfədʃə]) — графство на юго-востоке Англии. Входит в состав региона Восточная Англия. Административный центр — город Хартфорд. Население — 1,107 млн человек (14-е место среди церемониальных и 6-е среди неметропольных графств; данные 2010 года).

## География
Общая площадь территории 1643 км² (36-е место среди церемониальных и 32-е среди неметропольных графств). На территории графства было выделено 43 участка особого научного значения: 29 из них представляют особый биологический интерес, 6 — геологический интерес, а 8 участков — оба одновременно.

## История
История освоения земель графства начинается с середины каменного века. Впервые Хартфордшир начали возделывать в Неолите, а постоянные поселения появились в Бронзовом веке. Племена кельтов заселили регион во время Железного века.
По мере роста Лондона, Хартфордшир приблизился к английской столице, и из-за его удобного расположения графство заселили аристократы, что подхлестнуло местную экономику. Во время промышленной революции графство развилось ещё сильнее, а население значительно возросло. В 1903 году хартфордширский город Летчуэрт стал первым в мире городом-садом. В 1965 году районы Барнет и Восточный Барнет были переданы под контроль Лондону, а район Поттерс-Бар — Хартфордширу. С 1920-х до конца 1980-х в городе Боремвуд располагался крупный киностудийный комплекс, в котором снимались такие фильмы, как «Звёздные войны» и «Индиана Джонс». Сейчас работают только две студии, в одной из которых снимались все фильмы про Гарри Поттера.

## Административное деление
В состав графства входят 10 административных районов.
|  | 1. Три-Риверс 2. Уотфорд 3. Хартсмир 4. Уэлин-Хатфилд 5. Броксборн 6. Ист-Хартфордшир 7. Стивенидж 8. Норт-Хартфордшир 9. Сент-Олбанс 10. Дакорум |

## Экономика
Машиностроение, бумажная, полиграфическая, мебельная, фармацевтическая промышленность. В Хартфордшире расположены штабы многих крупных британских корпораций. Несмотря на типичное для Великобритании доминирование сферы услуг в экономике графства, здесь производят спутники, сухие завтраки, и разрабатывают ракеты. Исторически регион связан с производством самолётов: здесь располагалась компания de Havilland, выпустившая первый пассажирский реактивный авиалайнер. Из-за подорожания земли некоторые компании перебрались в другие графства.
Из-за удобного расположения Хартфордшира — между Лондоном, северными и северо-западными графствами, местная транспортная система всегда была хорошо развита. В настоящее время связь со столицей и окружающими графствами осуществляется с помощью множества крупных шоссе и железной дорогой, а до города Уотфорд протянута ветка лондонского метро.

## Культура

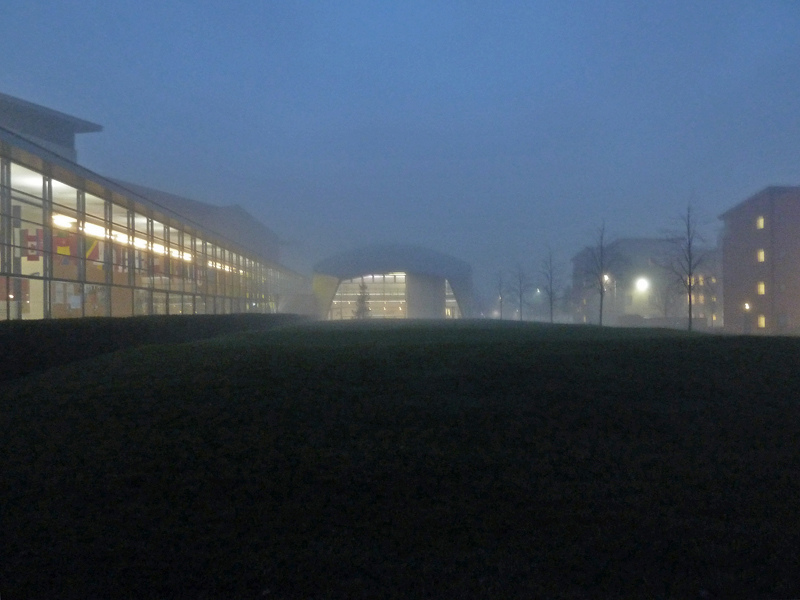
Новые корпуса Университет Хартфордшира

Большинство хартфордширских школ − общеобразовательные. В графстве расположено 73 государственных и 26 частных школ, во всех из них есть подготовительный (перед университетом) класс. Вуз в графстве один — университет Хартфордшира, расположенный в городе Хатфилд.

## Достопримечательности
- В данном графстве живут Эмма Уотсон и Руперт Гринт — известные британские актёры, а также здесь родилась участница группы «Spice Girls» Виктория Адамс (Бекхэм), жена знаменитого британского футболиста Дэвида Бекхэма, писатель Энтони Прайс, а также известный английский актёр Алекс Петтифер и режиссёр Гай Ричи. Кроме того, в Хартфордшире была основана легендарная хард-рок группа Deep Purple.
- В Хартфордшире находится множество достопримечательностей, включая развалины римского города Веруламиума, музей авиации Де Хэвиленда и резиденцию Бернарда Шоу.